# Furstendömet Calenberg
Furstendömet Calenberg var ett delfurstendöme under huset Welf som ingick i hertigdömet Braunschweig-Lüneburg, från 1494 till 1705. När kurfurst Georg I, furste av Calenberg, ärvde furstendömet Lüneburg blev Calenberg ett del av kurfurstendömet Hannover och känt som "kärnland Hannover".
Furstendömet, som hade sitt namn efter borgen Calenberg (nu en ruin), var ett
av de områden, i vilka Henrik Lejonets rike delades
av hans arvingar, och tillföll 1584, sedan
fursteätten, Braunschweig-Calenberg, utdött,
linjen Braunschweig-Wolfenbüttel. Sedan 1705
förenades dess område med kurfurstendömet Hannover.